# 汪回顯
汪回顯（1411年—？），字汝光，直隸徽州府祁門縣人，軍籍，明朝政治人物。

## 生平
正統六年（1441年）辛酉科應天鄉試第七十一名舉人，十三年（1448年）戊辰科二甲第三十七名進士。授戶部主事，任廣州府知府，調惠州府知府。

## 家族
曾祖汪伯陽；祖父汪允紹；父汪民政。